# ماكسيميليانو سيرانو
ماكسيميليانو سيرانو (بالإسبانية: Maximiliano Serrano)‏ هو لاعب كرة قدم أرجنتيني في مركزي الوسط والدفاع، ولد في 1988 في بوينس آيرس في الأرجنتين. لعب مع ديفينسوريس دي بيلغرانو ونادي ألميرانته براون.

## وصلات خارجية
- ماكسيميليانو سيرانو على موقع Soccerway.com (الإنجليزية)